# Кировский завод (станция метро)

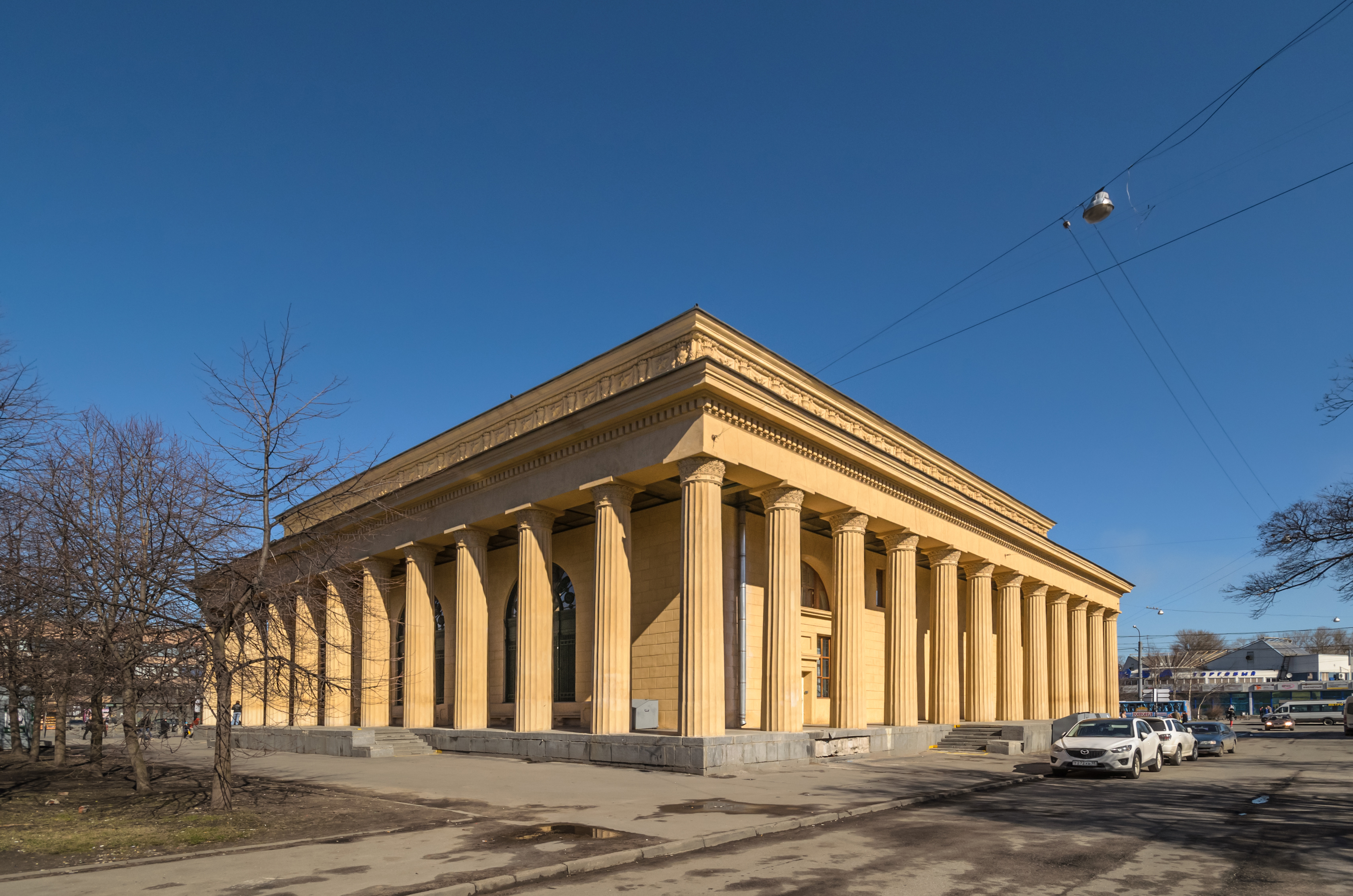
Павильон станции

«Ки́ровский заво́д» — станция Петербургского метрополитена. Расположена на Кировско-Выборгской линии между станциями «Нарвская» и «Автово».
Открыта 15 ноября 1955 года в составе первой очереди «Автово» — «Площадь Восстания». Названа из-за близости к Кировскому заводу.
15 декабря 2011 года Советом по сохранению культурного наследия станция внесена в единый государственный реестр объектов культурного наследия регионального значения.

## Наземные сооружения
Павильон станции выполнен по проекту архитектора А. К. Андреева, инженера О. В. Ивановой и располагается на углу улицы Васи Алексеева и проспекта Стачек. Павильон выполнен в характерном для того времени классическом стиле, своими очертаниями напоминая древнегреческий храм, к которому ведёт широкая гранитная лестница. Прямоугольник здания образуют 44 дорические колонны с каннелюрами.
При входе слева на стене располагалась большая схема метрополитена с подсветкой, которая в дальнейшем была снята. При выходе со станции в пространстве между дверьми располагались телефонные автоматы, которые в дальнейшем также были сняты. Наклонный ход (выход со станции), содержащий три эскалатора, расположен в северном торце станции.
Примечательно, что эскалаторный зал вестибюля не имеет барьера, разделяющего пассажиропотоки, движущиеся на спуск и подъём, что позволяет подняться из станционного зала и спуститься обратно без повторной оплаты проезда.
Павильон станции выполнен в той же стилистике, что и Парфенон, Мемориал Линкольну. Проект внешнего вида наземного павильона практически идентичен Мемориалу Линкольну, изображение которого можно видеть на купюре 5 долларов США и монете 1 цент США[значимость факта?].
На месте наземного вестибюля станции метро «Кировский завод» ранее располагалась усадьба. В разные годы ею владели вице-адмирал барон И. И. Черкасов, баронесса Н. М. Строганова, графиня Е. В. Зубова. Изначально — дача Голицына, в 1770-х гг. принадлежала Татищеву, следующими владельцами стали купец Штальборн и вице-адмирал барон И. И. Черкасов, в 1791 году её владелицей стала баронесса Н. М. Строганова, которая разделила имение и продала его по частям. В 1803 году западная часть была продана жене надворного советника Е. В. фон Гольц, в 1805 году, восточную часть, включающую главную усадьбу, продали графине Е. В. Зубовой.

## Подземные сооружения
«Кировский завод» — колонная станция глубокого заложения (глубина — 44 м). Подземный зал выполнен по проекту архитектора А. К. Андреева и инженера О. В. Ивановой. Впервые для тоннелестроения в конструкции станции вместо стальных колонн поставлены колонны, смонтированные из корытообразных чугунных тюбингов.
Тема оформления станции — развитие социалистической индустрии.
|                |                         |                                |             |
| Электрификация | Нефтяная промышленность | Каменноугольная промышленность | Металлургия |

Подземный зал станции облицован дымчато-серым кавказским мрамором «Сванетия». 31 пара колонн, выстроенных в два длинных ряда и соединённых пологими арками, организуют перспективу станции своим чётким ритмом. Вершину каждой колонны украшает отлитый из алюминия горельефный картуш с индустриальной эмблемой. Чеканка и частичная полировка придают горельефам вид серебряных. 32 пары картушей (первая от входа на станцию установлена на краю стены) посвящены четырём основам тяжёлой индустрии: электрификации, каменноугольной, нефтяной и металлургической промышленности. Под горельефами планировали вывесить мраморные доски с письмами ленинградцев «отцу народов» Сталину.
Впервые для оформления станций метрополитена применено «люверсное освещение». Люверс представляет собой сквозную решётку, состоящую из полос органического стекла. За ней на определённом расстоянии вмонтированы лампы «дневного света». Позже органическое стекло люверсов было снято. 
Потолок центрального зала украшен лепниной. На ней буква «К» (в характерном для завода рисунке) окружена венками листьев и звездой.
У торцевой стены центрального зала установлен бюст В. И. Ленина (скульптор Н. В. Дыдыкин). Через зал к нему ведёт «дорожка» из бордового гранита с чёрно-белым кантом. На дверях путевых стен установлены декоративные решётки с надписью «1955» по году открытия станции.
В 2012—2013 годах асфальтовое покрытие перронных залов было заменено на гранитное.

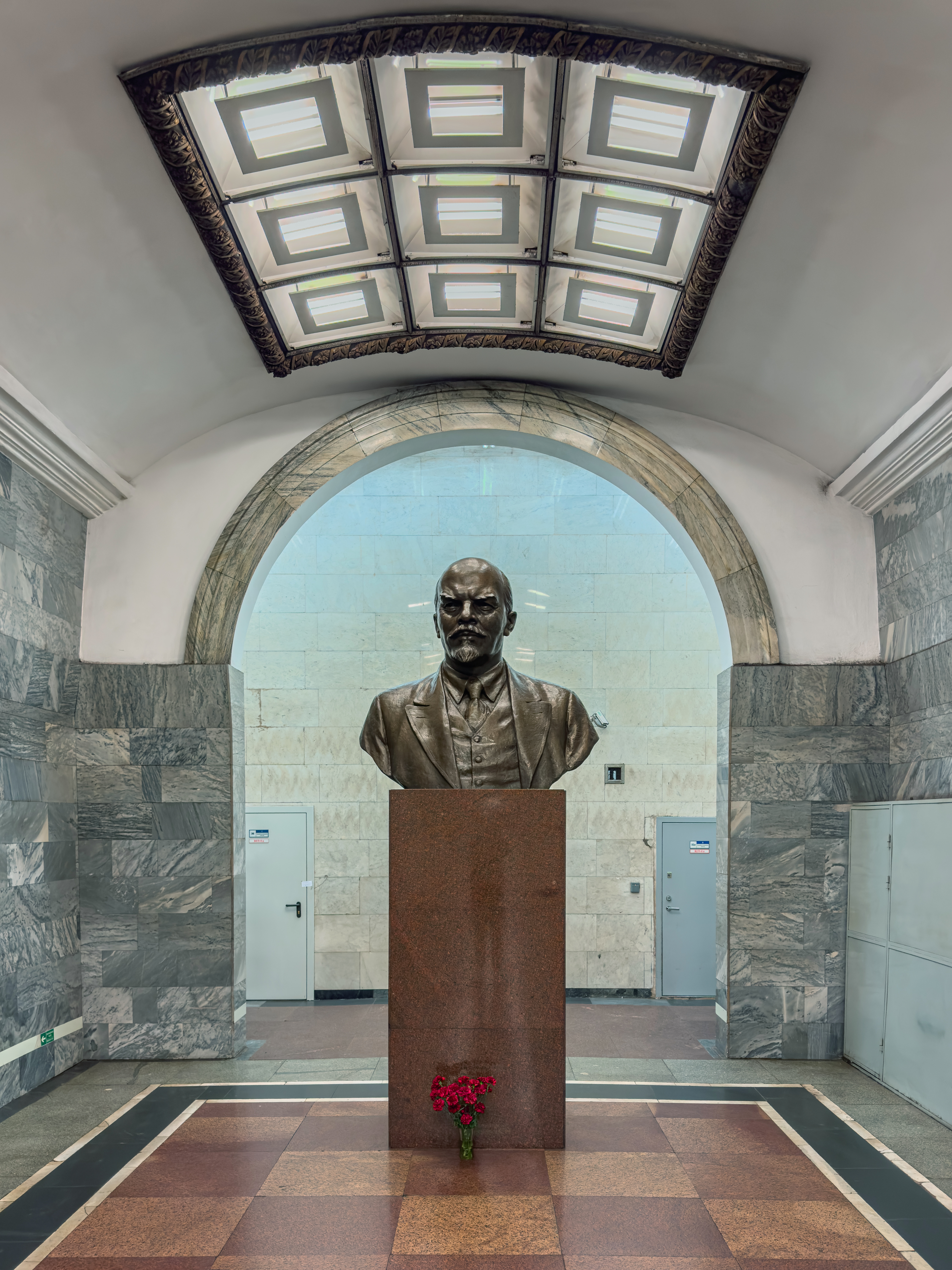
Бюст В. И. Ленина
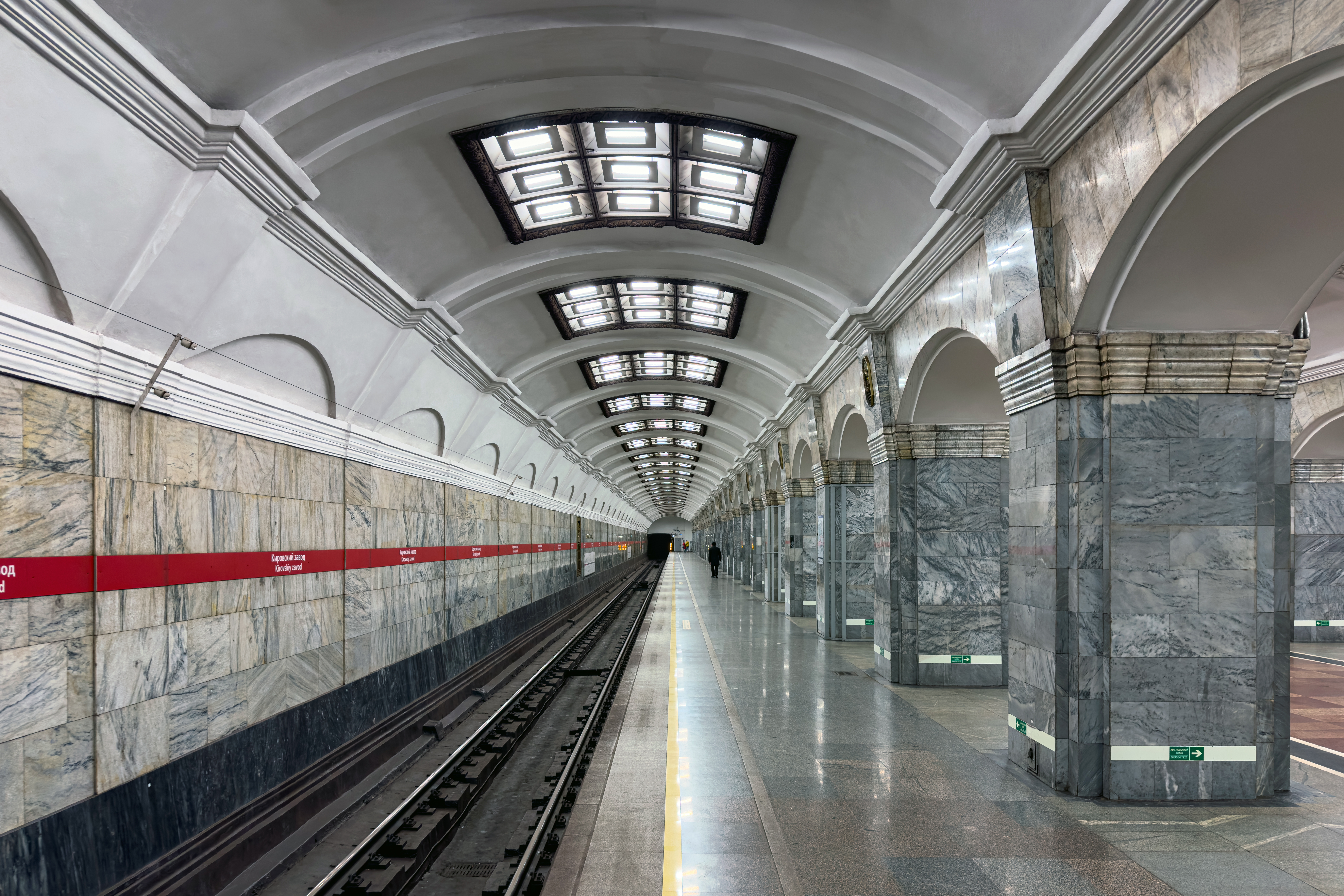
Платформа станции по 2-му пути
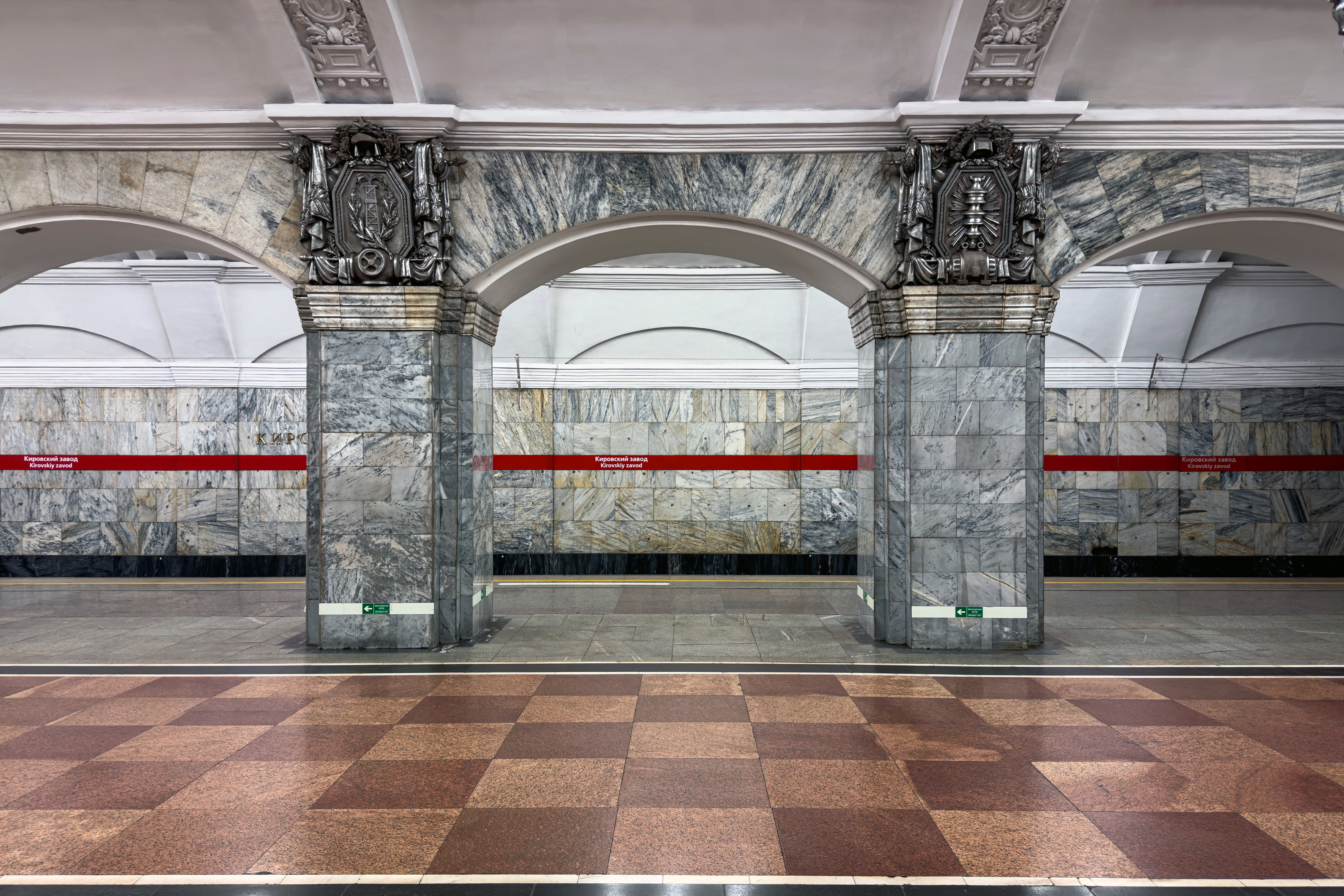
Путевая стена
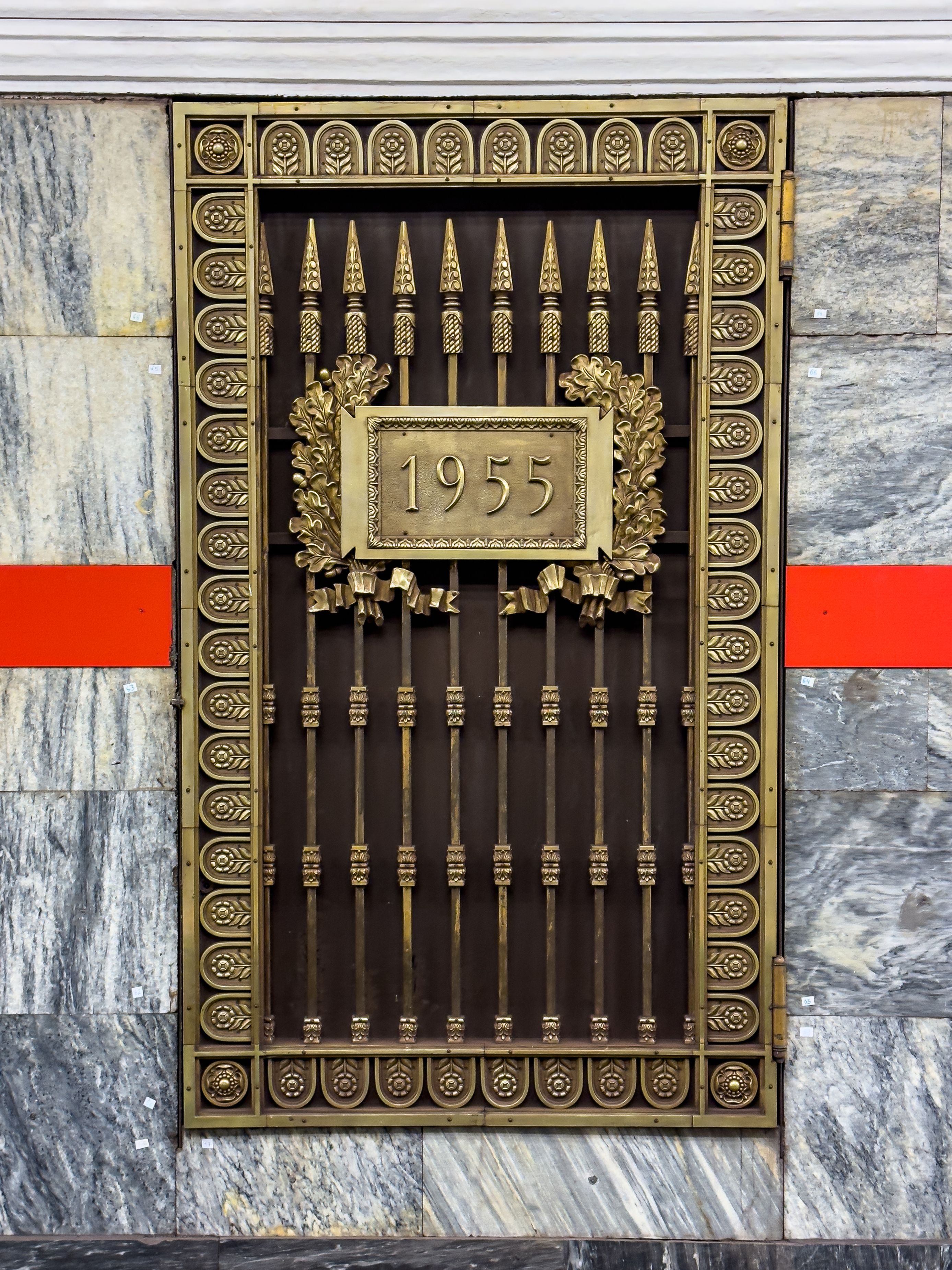
Дверь с декоративной решёткой

## Особенность проекта
Диаметр тоннелей, ведущих к станции «Кировский завод» от станции «Автово», составляет не 5,5 метров, как диаметр других тоннелей первой очереди, а 6 метров, как в Москве. «Уменьшение диаметра, — как пишет В. Г. Авдеев, — позволяло экономить на обделке до 1,5 тысяч тонн чугуна на 1 километр пути».

### Отменённый довоенный проект первой очереди (январь 1941 года)

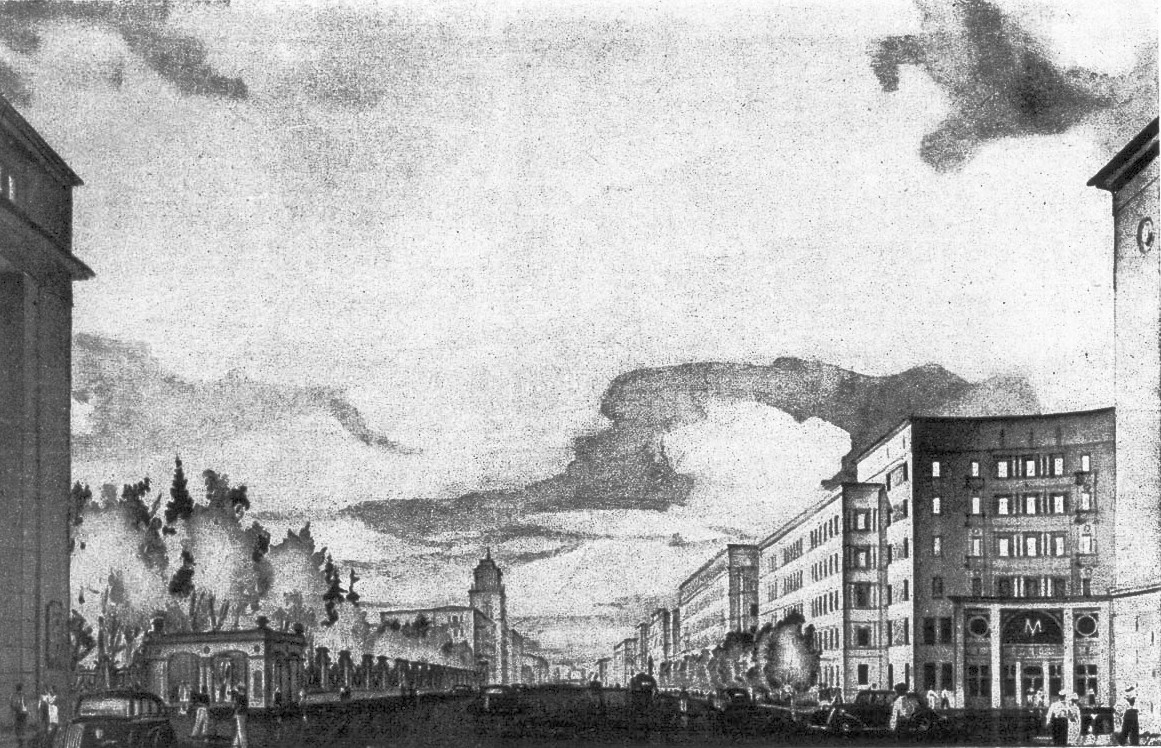
Проект реконструкции пр. Стачек с изображением станции «Сад 9-го января»

На первой очереди довоенного проекта, в котором предполагалось 12 станций и 16,5 км пути, между «Нарвской» (тогда — «Площадью Стачек») и «Кировским заводом» должна была быть расположена станция «Сад 9 января», от строительства которой отказались по завершении Великой Отечественной войны после последующей переработки проекта в целях экономии (в которой был приоритет на преимущественно прямое пролегание пути), в результате чего открывшийся 15 ноября 1955 года вместе с остальной линией от «Автово» до «Площади Восстания» перегон «Нарвская» — «Кировский завод» является одним из самых длинных на линии.

## Перспективы
Во второй половине 2023 года начато строительство перехода на строящуюся станцию «Путиловская» Красносельско-Калининской линии, переход будет располагаться в юго-западном торце станции. Стоящий там бюст Ленина перенесут на шесть метров ближе к эскалаторному тоннелю. Открытие пересадочного узла запланировано на 2025 год. Задел для перехода присутствовал на чертежах проекта станции 1955 года.

## Наземный общественный транспорт

#### Городские автобусы
| №   | Пересадки                  | Конечный пункт 1       | Конечный пункт 2               |
| --- | -------------------------- | ---------------------- | ------------------------------ |
| 2   | Нарвская                   | Адмиралтейская         | Лигово проспект Маршала Жукова |
| 66  | Нарвская Автово            | Путиловская набережная | АС «Кировский завод»           |
| 72  | Парк Победы Проспект Славы | АС «Кировский завод»   | Купчино                        |
| 73  | Автово Ленинский проспект  | Нарвская               | Счастливая улица               |
| 111 | -                          | Улица Маршала Говорова | Лигово проспект Маршала Жукова |
| 244 | -                          | АС «Кировский завод»   | Московская                     |

#### Пригородные автобусы
| №    | Пересадки       | Конечный пункт 1             | Конечный пункт 2 |
| ---- | --------------- | ---------------------------- | ---------------- |
| 546  | -               | Кировский завод              | Тайцы            |
| 833а | Нарвская Автово | Балтийская Балтийский вокзал | Калитино         |
| 888  | Нарвская Автово | Балтийская Балтийский вокзал | Извара Волосово  |

#### Троллейбусы
| №  | Пересадки                 | Конечный пункт 1     | Конечный пункт 2        |
| -- | ------------------------- | -------------------- | ----------------------- |
| 20 | Автово Проспект Ветеранов | Нарвская             | Авангардная улица       |
| 41 | -                         | улица Васи Алексеева | улица Адмирала Черокова |
| 48 | -                         | улица Васи Алексеева | проспект Героев         |

#### Трамваи
| №  | Пересадки | Конечный пункт 1       | Конечный пункт 2                |
| -- | --------- | ---------------------- | ------------------------------- |
| 36 | Автово    | Оборонная улица        | Стрельна                        |
| 41 | -         | завод «Северная верфь» | Сенная площадь Садовая Спасская |

## Ремонт
С 2003 по 2005 годы на станции проводилась замена облицовочного мрамора на колоннах. При проведении работ во вскрытых колоннах была видна система водоотведения. В 2008 году произведён ремонт станционных путей с применением «бесшпальной» технологии.

## Факты
- На павильоне станции «Кировский завод» сохранилась надпись «Ленинградский метрополитен».